# (158329) Stevekent
(158329) Stevekent est un astéroïde de la ceinture principale.

## Description
(158329) Stevekent est un astéroïde de la ceinture principale. Il fut découvert le 11 novembre 2001 à l'observatoire d'Apache Point par le programme Sloan Digital Sky Survey. Il présente une orbite caractérisée par un demi-grand axe de 2,28 UA, une excentricité de 0,20 et une inclinaison de 8,8° par rapport à l'écliptique.

## Compléments